# Кампманн, Вигго
Ольферт Вигго Фишер Кампманн (дат. Olfert Viggo Fischer Kampmann; 21 июля 1910 — 3 июня 1976) — датский социал-демократический политический и государственный деятель, премьер-министр с 19 февраля 1960 по 3 сентября 1962 года. Лидер Социал-демократической партии в 1960–1962 годах.

### Биография
Hодился в Фредериксберге и был выпускником политологического факультета.
В 1950 году он впервые стал министром финансов, но он не был членом парламента Дании. Только в 1953 году он был избран в парламент и опять назначен министром финансов. Когда премьер-министр Дании Ханс Кристиан Хансен в 1960 году скончался в должности, его преемником стал Вигго Кампманн. Спустя два года Вигго Кампманну нужно было уйти с должности главы правительства и партии из-за многочисленных сердечных приступов. Его сменил на посту премьер-министра и председателя партии Йенс Отто Краг.
Скончался в 1976 году. Похоронен на Западном кладбище Копенгагена.